# 4 mani
4 Mani è un EP del rapper Inoki e del produttore italiano DJ Shocca, pubblicato il 25 novembre 2022 dalla Asian Fake e dalla Sony Music.
Il disco segue la scia di collaborazioni tra i due artisti, tra cui le fortunate tracce Bologna by Night (60 Hz), Non Mi Avrete Mai (Fabiano detto Inoki) del 2004, e la recente collaborazione Veterano (Medioego) del 2021.

## Tracce
1. Spuntablu – 03:11
2. Milano by Night (feat. Emis Killa, Jake la Furia) – 3:39
3. Ezército – 3:25
4. Detox (feat. Gemitaiz) – 3.40
5. 4Lire – 3:35
6. Sorelle (feat. Nina Zilli) – 4:07
7. A&F – 3:46

## Classifiche
| Classifica (2022) | Posizione massima |
| ----------------- | ----------------- |
| Italia            | 37                |